# Уайт-Эрт (индейская резервация)
Уайт-Эрт (англ. White Earth Indian Reservation) — индейская резервация алгонкиноязычного народа оджибве, расположенная в северо-западной части штата Миннесота, США. Является самой большой резервацией штата по площади суши.

## История
Индейская резервация Уайт-Эрт была создана в 1867 году во время подписания договора между лидерами групп оджибве и правительством Соединённых Штатов. Первоначальная площадь резервации составляла 3400 км², позднее, большая часть земель была продана или захвачена белыми поселенцами. В настоящее время племя владеет около 10 % (по сравнению с 6 % в 1978 году) земли в резервации, федеральному правительству принадлежит 15 %, штату Миннесота — 7%, округам — 17%, а частная собственность составляет 51 %.

## География
Резервация расположена на северо-западе штата Миннесота, примерно в 362 км к северо-западу от агломерации Миннеаполис–Сент-Пол и в 166 км к югу от американо-канадской границы.  Её территория полностью охватывает округ Мономен, а также части округов Бекер и Клируотер. Резервация расположена в районе, где прерия граничит с лесными массивами. Восточная часть Уайт-Эрт покрыта лесом и озёрами, на западе находятся равнины.
Общая площадь резервации, включая трастовые земли, составляет 3 022,52 км², из них 2 842,97 км² приходится на сушу и 179,55 км² — на воду. Административным центром резервации является статистически обособленная местность Уайт-Эрт.

## Демография
По данным федеральной переписи населения 2000 года, в резервации проживало 9 192 человека, из них, 3 378 были индейцами, а 5 205 человек были идентифицированы как белые.
Согласно федеральной переписи населения 2020 года в резервации проживало 9 726 человек, насчитывалось 3 649 домашних хозяйств и 4 989 жилых домов. Средний доход на одно домашнее хозяйство в индейской резервации составлял 45 777 долларов США. Около 23,6 % всего населения находились за чертой бедности, в том числе 31,2 % тех, кому ещё не исполнилось 18 лет, и 11,9 % старше 65 лет.
Расовый состав распределился следующим образом: белые — 4 197 чел., афроамериканцы — 8 чел., коренные американцы (индейцы США) — 4 343 чел., азиаты — 9 чел., океанийцы — 1 чел., представители других рас — 52 чел., представители двух или более рас — 1 116 человек; испаноязычные или латиноамериканцы любой расы составили 207 человек. Плотность населения составляла 3,22 чел./км².